# Italia en los Juegos Olímpicos de Vancouver 2010
Italia estuvo representada en los Juegos Olímpicos de Vancouver 2010 por un total de 109 deportistas que compitieron en 13 deportes, conformando así la sexta delegación más grande de todos los países participantes.
El portador de la bandera en la ceremonia de apertura fue el esquiador de fondo Giorgio Di Centa.

## Medallistas
El equipo olímpico italiano obtuvo las siguientes medallas:
| Atleta                | Deporte                              | Competición                |
| --------------------- | ------------------------------------ | -------------------------- |
| Oro                   |                                      |                            |
| Giuliano Razzoli      | Esquí alpino                         | Eslalon M                  |
| Plata                 |                                      |                            |
| Pietro Piller Cottrer | Esquí de fondo                       | 15 km M                    |
| Bronce                |                                      |                            |
| Alessandro Pittin     | Combinada nórdica                    | Trampolín normal + 10 km M |
| Armin Zöggeler        | Luge                                 | Individual M               |
| Arianna Fontana       | Patinaje de velocidad en pista corta | 500 m F                    |